# An-Noor
An-Noor "A Luz" (em árabe: سورة النور) é a vigésima quarta sura do Alcorão e contém 64 ayats.